# ATF3
El factor de transcripción dependiente de AMPc 3, también conocido como ATF3 (de sus siglas en inglés Activating Transcription Factor 3), es una proteína codificada por el gen atf3 en humanos.
La proteína ATF3 es un miembro de la familia de factores de transcripción de activación en mamíferos/CREB (proteínas de unión a elementos que responden a AMPc). Diversos transcritos codifican dos diferentes isoformas del mismo gen atf3. La isoforma más larga reprime la transcripción de aquellos promotores que presentan elementos de unión a ATF. La isoforma más corta no posee el motivo para la dimerización de cremallera de leucinas, con lo que no puede unir ADN y se supone que es capaz de estimular la transcripción por medio de la unión y secuestro de cofactores que promueven la inhibición de la transcripción del promotor. Cabe la posibilidad de que el splicing alternativo del gen atf3 tenga un papel fisiológicamente importante en la regulación de los genes diana.

## Interacciones
La proteína ATF3 ha demostrado ser capaz de interaccionar con: 
- JunD[4]
- C-jun[5][6][7]
- SMAD3[8]
- DDIT3[6]
- p53[9][10]

## Otras lecturas
- Hai TW, Liu F, Coukos WJ, Green MR (December 1989). «Transcription factor ATF cDNA clones: an extensive family of leucine zipper proteins able to selectively form DNA-binding heterodimers». Genes & Development 3 (12B): 2083-90. PMID 2516827. doi:10.1101/gad.3.12b.2083.
- Kaszubska W, Hooft van Huijsduijnen R, Ghersa P, DeRaemy-Schenk AM, Chen BP, Hai T, DeLamarter JF, Whelan J (November 1993). «Cyclic AMP-independent ATF family members interact with NF-kappa B and function in the activation of the E-selectin promoter in response to cytokines». Molecular and Cellular Biology 13 (11): 7180-90. PMC 364779. PMID 7692236. doi:10.1128/MCB.13.11.7180.
- Chu HM, Tan Y, Kobierski LA, Balsam LB, Comb MJ (January 1994). «Activating transcription factor-3 stimulates 3',5'-cyclic adenosine monophosphate-dependent gene expression». Molecular Endocrinology 8 (1): 59-68. PMID 8152431. doi:10.1210/mend.8.1.8152431.
- Liang G, Wolfgang CD, Chen BP, Chen TH, Hai T (January 1996). «ATF3 gene. Genomic organization, promoter, and regulation». The Journal of Biological Chemistry 271 (3): 1695-701. PMID 8576171. doi:10.1074/jbc.271.3.1695.
- Chen BP, Wolfgang CD, Hai T (March 1996). «Analysis of ATF3, a transcription factor induced by physiological stresses and modulated by gadd153/Chop10». Molecular and Cellular Biology 16 (3): 1157-68. PMC 231098. PMID 8622660. doi:10.1128/MCB.16.3.1157.
- Hagmeyer BM, Duyndam MC, Angel P, de Groot RP, Verlaan M, Elfferich P, van der Eb A, Zantema A (March 1996). «Altered AP-1/ATF complexes in adenovirus-E1-transformed cells due to EIA-dependent induction of ATF3». Oncogene 12 (5): 1025-32. PMID 8649793.
- Allan AL, Albanese C, Pestell RG, LaMarre J (July 2001). «Activating transcription factor 3 induces DNA synthesis and expression of cyclin D1 in hepatocytes». The Journal of Biological Chemistry 276 (29): 27272-80. PMID 11375399. doi:10.1074/jbc.M103196200.
- Zhang C, Kawauchi J, Adachi MT, Hashimoto Y, Oshiro S, Aso T, Kitajima S (December 2001). «Activation of JNK and transcriptional repressor ATF3/LRF1 through the IRE1/TRAF2 pathway is implicated in human vascular endothelial cell death by homocysteine». Biochemical and Biophysical Research Communications 289 (3): 718-24. PMID 11726207. doi:10.1006/bbrc.2001.6044.
- Yan C, Wang H, Boyd DD (March 2002). «ATF3 represses 72-kDa type IV collagenase (MMP-2) expression by antagonizing p53-dependent trans-activation of the collagenase promoter». The Journal of Biological Chemistry 277 (13): 10804-12. PMID 11792711. doi:10.1074/jbc.M112069200.
- Shaheduzzaman S, Krishnan V, Petrovic A, Bittner M, Meltzer P, Trent J, Venkatesan S, Zeichner S (2002). «Effects of HIV-1 Nef on cellular gene expression profiles». Journal of Biomedical Science 9 (1): 82-96. PMID 11810028. doi:10.1007/BF02256581.
- Hashimoto Y, Zhang C, Kawauchi J, Imoto I, Adachi MT, Inazawa J, Amagasa T, Hai T, Kitajima S (June 2002). «An alternatively spliced isoform of transcriptional repressor ATF3 and its induction by stress stimuli». Nucleic Acids Research 30 (11): 2398-406. PMC 117192. PMID 12034827. doi:10.1093/nar/30.11.2398.
- Kawauchi J, Zhang C, Nobori K, Hashimoto Y, Adachi MT, Noda A, Sunamori M, Kitajima S (October 2002). «Transcriptional repressor activating transcription factor 3 protects human umbilical vein endothelial cells from tumor necrosis factor-alpha-induced apoptosis through down-regulation of p53 transcription». The Journal of Biological Chemistry 277 (41): 39025-34. PMID 12161427. doi:10.1074/jbc.M202974200.
- Zhang C, Gao C, Kawauchi J, Hashimoto Y, Tsuchida N, Kitajima S (October 2002). «Transcriptional activation of the human stress-inducible transcriptional repressor ATF3 gene promoter by p53». Biochemical and Biophysical Research Communications 297 (5): 1302-10. PMID 12372430. doi:10.1016/S0006-291X(02)02382-3.
- Fan F, Jin S, Amundson SA, Tong T, Fan W, Zhao H, Zhu X, Mazzacurati L, Li X, Petrik KL, Fornace AJ, Rajasekaran B, Zhan Q (October 2002). «ATF3 induction following DNA damage is regulated by distinct signaling pathways and over-expression of ATF3 protein suppresses cells growth». Oncogene 21 (49): 7488-96. PMID 12386811. doi:10.1038/sj.onc.1205896.
- Nobori K, Ito H, Tamamori-Adachi M, Adachi S, Ono Y, Kawauchi J, Kitajima S, Marumo F, Isobe M (October 2002). «ATF3 inhibits doxorubicin-induced apoptosis in cardiac myocytes: a novel cardioprotective role of ATF3». Journal of Molecular and Cellular Cardiology 34 (10): 1387-97. PMID 12392999. doi:10.1006/jmcc.2002.2091.
- Kang Y, Chen CR, Massagué J (April 2003). «A self-enabling TGFbeta response coupled to stress signaling: Smad engages stress response factor ATF3 for Id1 repression in epithelial cells». Molecular Cell 11 (4): 915-26. PMID 12718878. doi:10.1016/S1097-2765(03)00109-6.
- Newman JR, Keating AE (June 2003). «Comprehensive identification of human bZIP interactions with coiled-coil arrays». Science 300 (5628): 2097-101. Bibcode:2003Sci...300.2097N. PMID 12805554. S2CID 36715183. doi:10.1126/science.1084648.
- Kool J, Hamdi M, Cornelissen-Steijger P, van der Eb AJ, Terleth C, van Dam H (July 2003). «Induction of ATF3 by ionizing radiation is mediated via a signaling pathway that includes ATM, Nibrin1, stress-induced MAPkinases and ATF-2». Oncogene 22 (27): 4235-42. PMID 12833146. doi:10.1038/sj.onc.1206611.

- Datos: Q17832633